# Aster spathulifolius
Aster spathulifolius (en coreano: 해국 / Haeguk, conocido en inglés como Seashore Spatulate Aster) es una flor de crisantemo coreano nativo que crece en las costas. Debido a su corta altura y hojas gruesas, Haeguk soporta fuertes vientos y frialdad. Produce flores de color púrpura en lugares soleados entre rocas, de julio a noviembre. Este Haeguk crece solo en Corea y Japón. Es originario de Ulleungdo y las rocas de Liancourt, islas del mar del Japón.
- Datos: Q15545428
- Multimedia: Aster spathulifolius / Q15545428
- Especies: Aster spathulifolius